# آتابوی
آتابوی (انگلیسی: Attaboy) یک بار کوکتل در لوئر ایست ساید نیویورک است. این بار تأثیر زیادی بر صنعت میخانه‌ای در سطح جهانی، منطقه‌ای و محلی در شهر نیویورک داشته است.
آتابوی فضای کوچکی دارد و تنها ۲۸ نفر را در خود جای می‌دهد. این بار احتمالاً کوچک‌ترین بار در شهر نیویورک است. آتابوی نه تابلویی در بیرون خود دارد و نه منویی در داخل. این بار برای مشتریان خود کوکتل بر اساس طعم و عطری که از آن لذت می‌برند، تهیه می‌کند.
مالکان و بارمن‌های آتابوی کوکتل‌های کلاسیک مدرن متعددی را در این بار خلق کرده‌اند، از جمله سم راس که خالق پنی‌سیلین و هواپیمای کاغذی و مایکل مک‌ایلروی که خالق گرین‌پوینت (حاوی ویسکی، شارتروز فرانسوی زرد و ورموت شیرین) است.
این بار در سال ۲۰۱۲ در نخستین مکان شعبهٔ نیویورک میلک اند هانی، که یک اسپیک‌ایزی پیشگام بود و در همان سال به منطقهٔ فلت‌آیرن نقل مکان کرده بود، افتتاح شد. ساشا پتراسکی، سَم راس و مایکل مک‌ایلروی این بار کوکتل را به نامِ آتابوی راه‌اندازی کردند. این میخانه در سال ۲۰۲۲ در رتبه نخست ۵۰ بار برتر آمریکای شمالی قرار گرفت و نخستین سالی بود که منطقهٔ آمریکایی شمالی در فهرست ۵۰ بار برتر جهان گنجانده شده و مورد ارزیابی قرار گرفت.